# Karl Eduard Zachariae von Lingenthal
Karl Eduard Zachariae von Lingenthal, född 24 december 1812 i Heidelberg, död 3 juni 1894 på godset Grosskmehlen i provinsen Sachsen, var en tysk jurist. Han var son till Karl Salomo Zachariae von Lingenthal.
Zachariae blev 1836 privatdocent och 1842 e.o. professor i Heidelberg, men tog redan 1845 avsked och levde därefter på sitt ovannämnda gods. En tid var han ledamot av preussiska lantdagen. Bland hans, på den bysantinska rättens område epokgörande, skrifter märks Historiæ juris græco-romani delineatio (1839), Geschichte des griechisch-römischen Privatrechts (1864; tredje upplagan 1892), Jus græco-romanum (band 1–7, 1856–84, en samling källor till den bysantinska rätten), samt Justiniani novello (två band, 1881, med tillägg 1884, 1891).